# Borso d'Este
Borso d'Este (?, 1413 - Ferrara, 20 augustus 1471) was van 1450 tot 1471 markgraaf van Ferrara, van 1452 tot 1471 hertog van Modena en Reggio en in 1471 hertog van Ferrara. Hij was een onechtelijke zoon van Niccolò III d'Este, pauselijk vicaris in deze gebieden. In 1452 verkreeg Borso van keizer Frederik III de titels van hertog van Modena en Reggio en graaf van Rovigo. Paus Paulus II schonk hem in 1471 ook in Ferrara de hertogstitel.

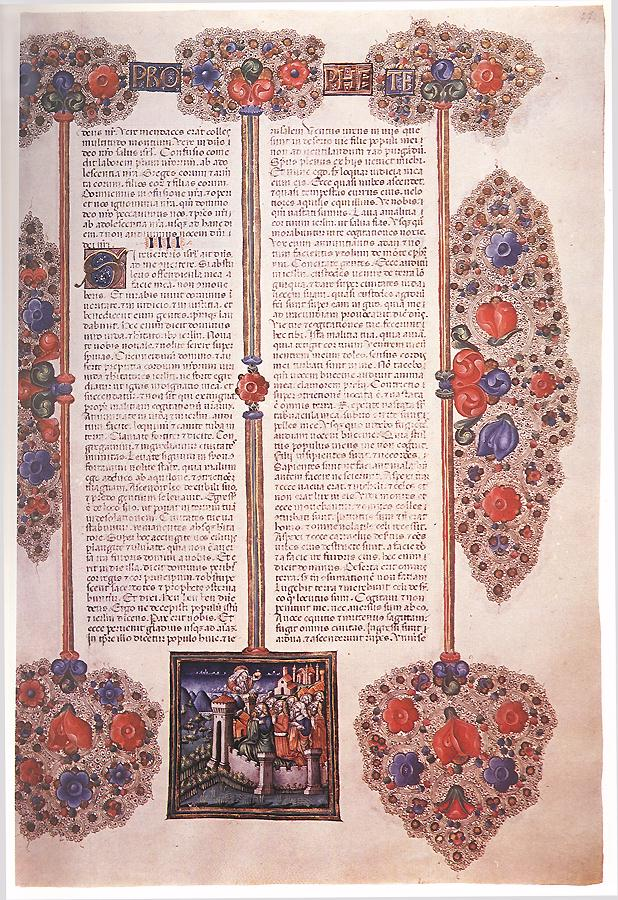
De bijbel van Borso: pagina 1 van het boek Jeremia

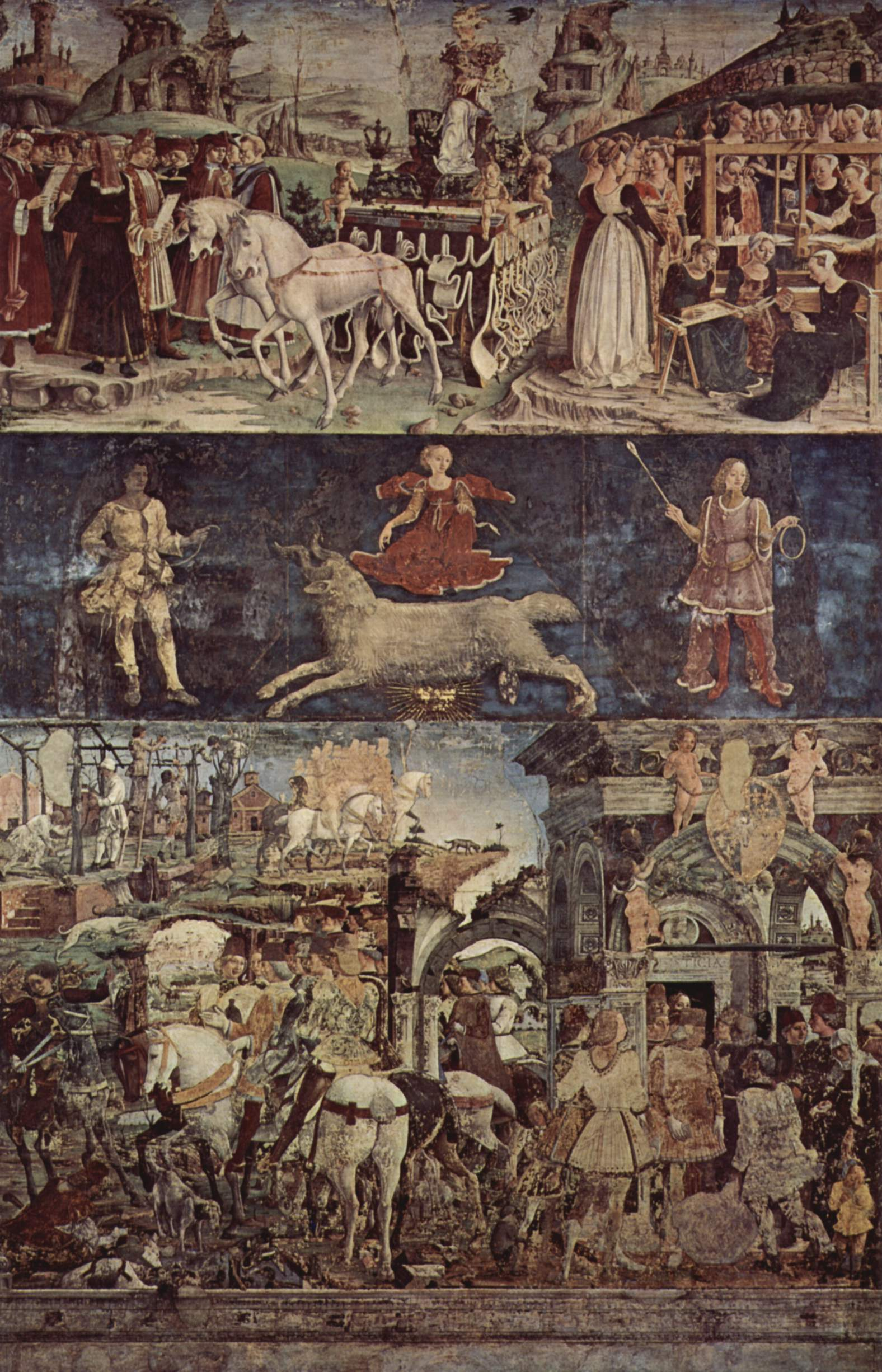
Fresco in het Palazzo Schifanoia: verbeelding van maart

Niccolò III en zijn opvolger Lionello hadden van hun hof een vooraanstaand centrum van kunst en letteren gemaakt en Borso zette dit voort. Bekend is de gedecoreerde bijbel van Borso d'Este (La Bibbia di Borso d'Este) die hij Taddeo Crivelli en Franco de Russi tussen 1455 en 1461 liet maken en geldt als een van de mooiste boeken van de 15e eeuw. Daar de boekdrukkunst reeds was uitgevonden moet dit handgeschreven werk zuiver als kunstobject zijn vervaardigd.
Ook liet Borso in het Palazzo Schifanoia een grote frescocyclus schilderen waarop zijn hofleven en goede bestuur worden afgebeeld, alsmede de tekens van de dierenriem en allegorische verbeeldingen van de maanden van het jaar. Onder hem werd de stad Ferrara uitgebreid en verfraaid.
Borso was ontegenzeggelijk een belangrijk mecenas maar in Rome sprak men met minachtig van deze (in hun ogen) parvenu en zijn pronkzucht. Hij stierf in 1471 en werd opgevolgd door zijn broer Ercole I die zijn mecenaat voortzette.